# René Hüls
René Hüls (* 1973 in Lörrach, Deutschland) ist ein deutscher Künstler und Musiker. Sein künstlerisches Werk folgt einem konzeptuellen Ansatz und ist gattungs- und medienübergreifend angelegt.

## Leben und Werk
René Hüls wuchs im deutschen Grenzgebiet zur Schweiz auf. Die Schweizer Technoszene kulminierte Ende der 1990er und Anfang der 2000er Jahre und ist für Hüls’ spätere künstlerische Entwicklung prägend.
In Freiburg im Breisgau absolvierte er von 1999 bis 2002 eine Ausbildung zum Schreinergesellen. Inspiriert von Kraftwerk fing er Anfang der 1990er Jahre an, mit einfachem Equipment elektronische Musik zu produzieren und gestaltete die damalige subkulturelle Musikrichtung Techno mit. Bis 2005 war er als freier Musiker unter dem Pseudonym DJ Plato aktiv, hatte jedoch keinen kommerziellen Erfolg.
Hüls studierte von 2007 bis 2011 an der Akademie der Bildenden Künste Nürnberg in den Klassen von Marko Lehanka und Heike Baranowsky. 2011 wechselte er an die Düsseldorfer Kunstakademie in die Bildhauerei-Klasse von Tony Cragg, die er 2013 als Meisterschüler abschloss.
Es folgen Stipendien und Ausstellungen im In- und Ausland.

### Stipendien
- 2013: Residenzstipendium, Atelier- und Ausstellungszentrum Schloss Ringenberg
- 2013: dHCS-Stipendium, Kunstverein für die Rheinlande und Westfalen, Düsseldorf
- 2018: Residenzstipendium, Künstlerhaus Schloss Balmoral Katalogförderung, Kunststiftung NRW

### Einzel- und Gruppenausstellungen (Auswahl)
- 2019: Gestaltung der Zukunft, Kunstverein Ludwigshafen und Arp Museum Bahnhof Rolandseck (Katalog)
- 2018: Lebenswert Wert Arbeit, Museum am Dom Trier
- 2017: Denken der Neuzeit, Ausstellungsraum Städtisches Atelierhaus Neuss
- Die Grosse NRW, Museum Kunstpalast Düsseldorf
- 2015: Daily Sounds all around, Weltkunstzimmer, HPZ-Stiftung, Düsseldorf (Katalog)
- 2014: Lyrische Noten, Kunstverein Bochum

Reusing Old Graves, Philara Sammlung Zeitgenössischer Kunst Düsseldorf
Seine künstlerischen Arbeiten versteht Hüls als Zeugnisse aktueller gesellschaftlich-kultureller Umbrüche: Sie reflektieren sowohl die Ära eines Zusammenbruchs als auch den Anbruch einer neuen Zeit, in dem sich Klang, technische Artefakte sowie zeitgenössische Diskurse überlagern und zu Sinnbildern unserer postindustriellen und posthumanen Gegenwart werden.